# Hải Vân (przełęcz)
Przełęcz Hải Vân (wiet. Đèo Hải Vân) – górska przełęcz w Wietnamie na granicy prowincji Đà Nẵng i Thừa Thiên-Huế. Odziela Region Wybrzeża Północno-Środkowego (wiet. Bắc Trung Bộ) od Regionu Wybrzeża Południowo-Środkowego (wiet. Nam Trung Bộ). Przełęcz Hải Vân jest położona na drodze 1A, głównej drodze biegnącej wzdłuż wybrzeża Wietnamu, przecinającej w tym miejscu jedno z wielu bocznych pasm gór Annamskich. W pobliżu przełęczy znajduje się Park Narodowy Bạch Mã.
W tłumaczeniu nazwa przełęczy oznacza "Ocean Chmur" i wiąże się z częstym dużym zachmurzeniem i mgłami zasłaniającymi okoliczne góry. Przez wieki była to naturalna granica pomiędzy państwami Czampy, a później między Czampą i Wietnamem. Od niedawna kręta droga prowadząca na przełęcz została zastąpiona wydrążonym pod nią tunelem. Stara droga została pozostawiona na użytek turystów ze względu na piękny widok na góry i morze roztaczający się ze szczytu.